# 阿雄與悉達多
《阿雄與悉達多》是2016年台湾的动画，讲的是在1960年代台湾的淡水。故事主角叫阿雄，導演叫康進和。在10月15日的台中國際動畫影展展出也是导演第2部以佛教為題材的电影、第一部佛教电影为2010年的《小真的六度波罗蜜》。